# Voluntary Human Extinction Movement
Voluntary Human Extinction Movement (förkortat VHEMT, svenska: Frivilliga Mänskliga Utrotningsrörelsen) är en miljörörelse som ber alla människor på jorden att frivilligt avstå helt från fortplantning för att utrota mänskligheten. VHEMT menar primärt att det skulle förhindra miljöförstöringen,[källa behövs] men också att det skulle förhindra en stor mängd människoorsakat lidande.